# Ерікссон Україна
«Е́рікссон Україна»  — дочірнє підприємство з 100 % іноземними інвестиціями «Ерікссон», зареєстроване у червні 1997 року. Головний офіс в Україні — м. Київ. Генеральний директор дочірнього підприємства Ярослав Ніцак.

## Історія розвитку Ericsson в Україні
1893 рік  — компанія Ericsson встановила першу в Україні телефонну станцію в м. Києві.
1995 рік — зареєстровано українське представництво міжнародної компанії як частина регіону Східної Європи та Центральної Азії.
1996 рік — компанія підписала договір з «Укртелеком» для створення оптоволоконного каналу Київ-Львів протяжністю 970 км.
1997 рік — зареєстровано офіційне Дочірнє підприємство з 100 % іноземними інвестиціями в Україні.
2002 рік — Ericsson провела демонстрацію передачі голосового трафіку та стримінгового відео через 3G у Києві.
2015 рік — Ericsson спільно з Київстар запустили тестове обладнання для 3G-зв'язку. У перший день тестування стабільна швидкість з'єднання склала понад 4 Мб/с
Червень 2016 року — Ericsson спільно з провайдером INTELLECOM (GIRAFFE) провела перше тестування мережі 4G на частоті 2300 МГц.
2019 рік — компанія Ericsson Україна та lifecell розвернули демосегмент мережі 5G та представили можливості п'ятого покоління в рамках Шведсько-українського бізнес-форуму (SUBF 2019) у Києві.
2020 рік — за підтримки Ericsson та діджитал-оператора lifecell УДЦР та НКРЗІ провели вимірювання рівнів електромагнітних полів малопотужної базової станції 5G на базі рішення Ericsson Radio Dot System.

## Сучасний стан

### Структура компанії та керівництво
Українське представництво Ericsson входить в регіон Східної Європи та Центральної Азії. У київському офісі працює понад 200 працівників.

2018 року директором Ericsson в Україні став Ярослав Ніцак. Він відповідає за стратегічний розвиток бізнесу в Україні, а також у Вірменії та Грузії. 

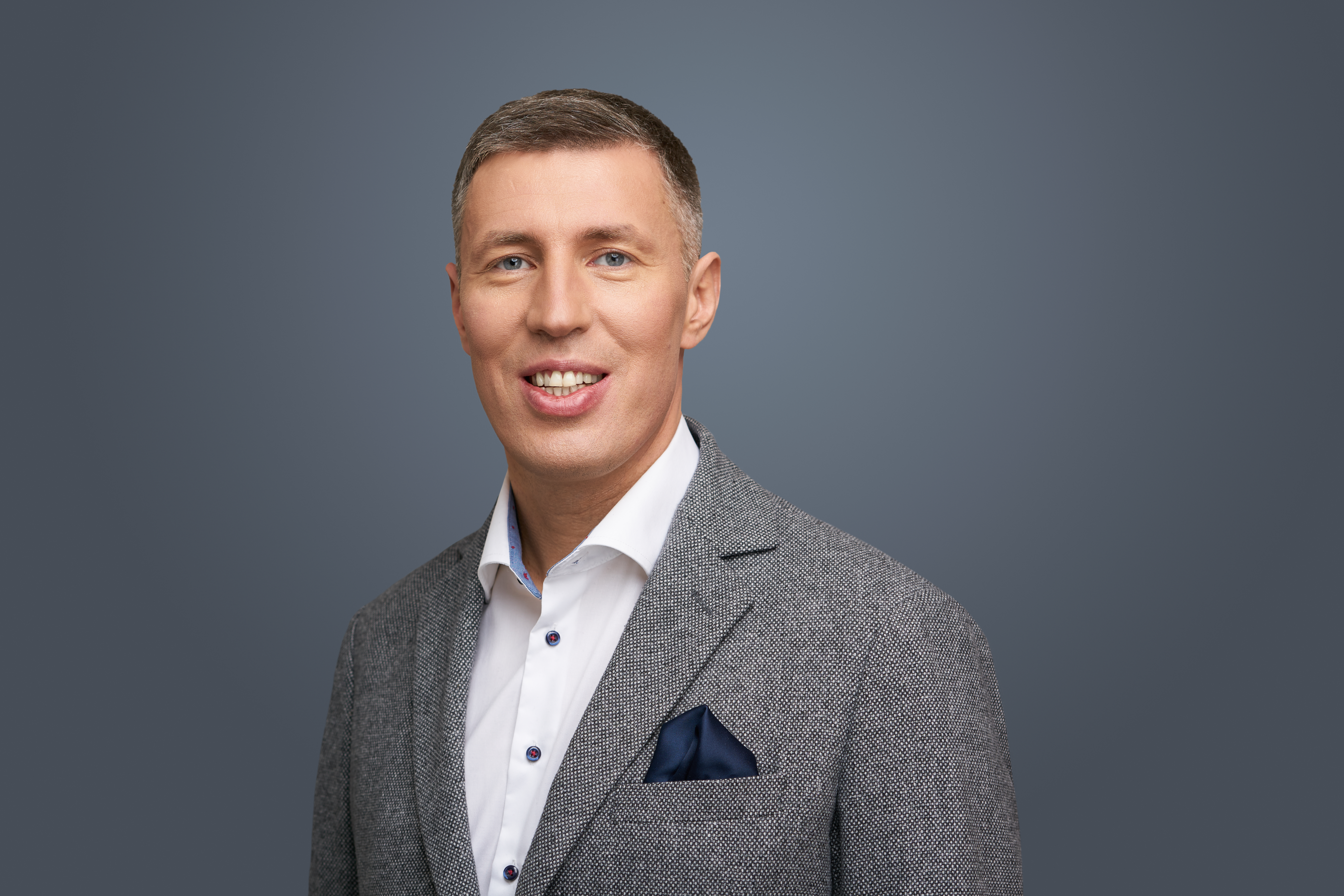
Ярослав Ніцак

Свій професійний шлях у компанії Ericsson Ярослав розпочав у 2007 році. Впродовж 7 років обіймав посади менеджера з розвитку бізнесу в Україні та керівника програми стратегічного партнерства між компаніями Ericsson та Вимпелком на рівні штаб-квартири Вимпелком у м. Амстердам, Нідерланди. З 2014 по 2017 роки очолював департамент з розвитку бізнесу в чотирьох країнах: Україна, Білорусь, Вірменія, Грузія. З січня 2018 року — віцепрезидент, генеральний директор Ericsson в Україні, Вірменії та Грузії.

Позицію технічного директора з 2014 року очолює Сергій Терещук. Він розвиває бізнеси на локальних і глобальних ринках, розповідає про еволюцію мобільних технологій, їхній вплив на бізнес, користувачів та економіку в цілому, а також про направлення приватних мереж, інтернеті речей і ШІ (штучному інтелекті) в телекомунікаціях.

Сергій Терещук

Напрямком з розвитку бізнесу цифрових сервісів Ericsson в Україні, Вірменії, Грузії керує Юрій Глущенко. Він має 15 річний досвід впровадження проєктів в таких областях, як опорні мережі мобільних операторів зв'язку, OSS / BSS рішення, хмарна інфраструктура. Під керівництвом Юрія успішно запущені проєкти у таких операторів зв'язку як Київстар Україна, ВіваСелл Вірменія, Сілкнет Грузія.

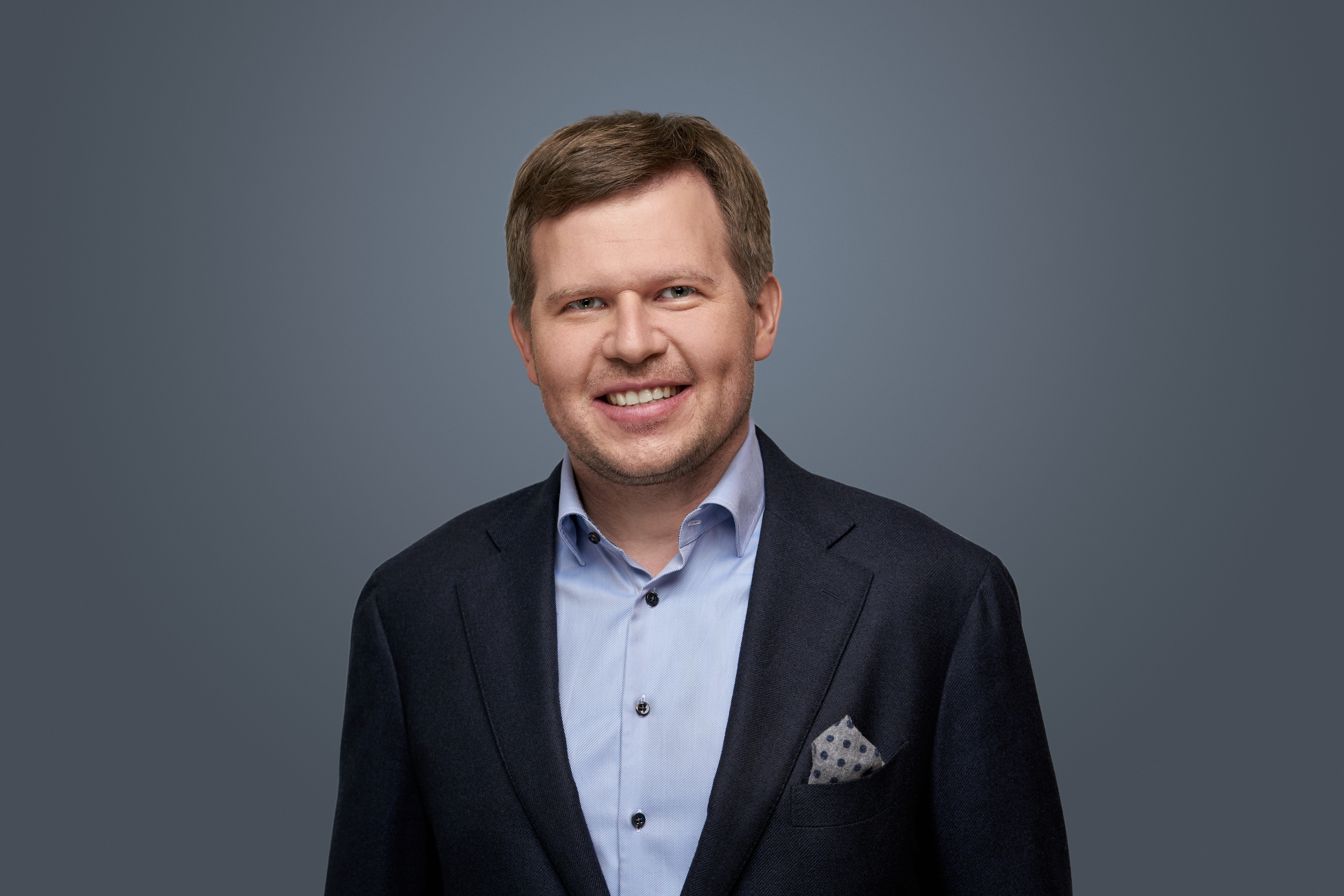
Юрій Глущенко

За проєкти, пов'язані з цифровізацією індустрій і просування інноваційних технологій на ринку відповідає Ігор Сребродольський, директор з розвитку бізнесу Ericsson в Україні. 

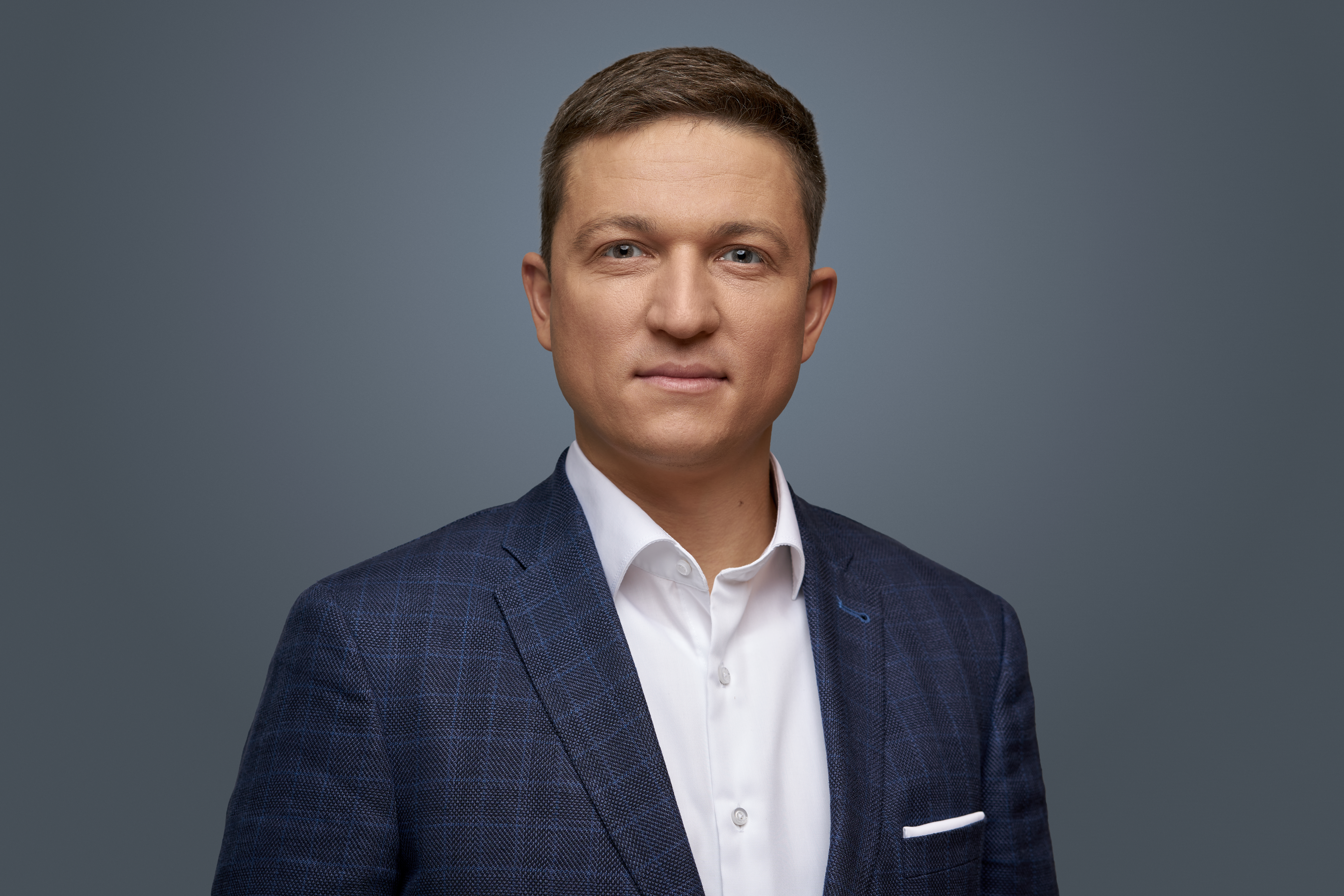
Ігор Сребродольський

За маркетинг і зв'язки з громадськістю компанії Ericsson в Україні та країнах СНД відповідає Юлія Броль. 

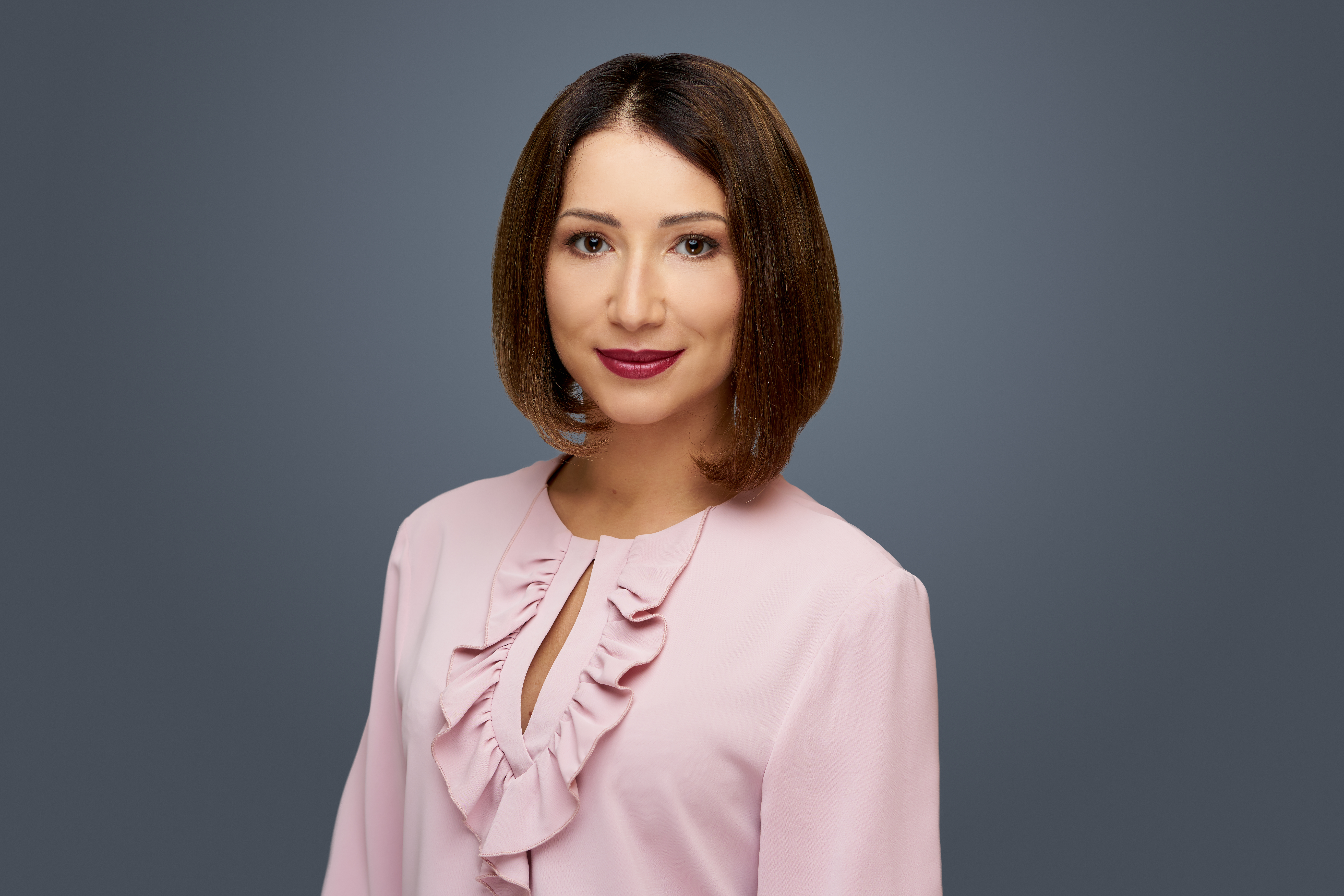
Юлія Броль

### Вплив на ринок телекомунікацій
Ericsson має 120+ контрактів на розгортання 5G-мереж по всьому світу, з яких більше 75 — вже комерційні (запущені в експлуатацію) 5G-мережі. Кількість постійно оновлюється, адже сервіс-провайдери активно запускають мережі 5G на обладнанні Ericsson.
Компанія співпрацює з українськими операторами зв'язку для впровадження передових комунікаційних технологій. Ericsson надає рішення і технології для мереж зв'язку, цифрові послуги, послуги з розширеної технічної підтримки та обслуговування мереж, а також підтримує розвиток нових напрямків бізнесу.
У 1986 році Ericsson розробив власну мову програмування Erlang для програм різного роду розподілених і багатониткових систем у телекомунікаціях, банківській справі, електронній комерції, комп'ютерній телефонії та месенджерах, таких як WhatsApp Messenger та Facebook. У 2020 цією мовою програмували 0,3 % українських ІТ-спеціалістів.

## Проєкти в Україні
Понад 50 % голосових дзвінків в Україні відбуваються завдяки обладнанню Ericsson[джерело?]. Компанія стала одним із основних постачальників обладнання GSM (2G), WCDMA(3G), LTE(4G) та транспортних рішень в Україні, а також сприяє розширенню 4G-покриття та активно бере участь у заходах, пов'язаних з підготовкою до впровадження 5G.

### Тестування 5G
Ericsson Україна і lifecell розгорнули демо-сегмент мережі 5G та провели відкрите тестування швидкості мобільного інтернету п'ятого покоління. Тестування проведено 23 травня в рамках Шведсько-українського бізнес-форуму (SUBF 2019) в Києві. Під час тестування була досягнута пікова пропускна здатність завантаження даних у 25,6 Гбіт/с в діапазоні ультрависоких частот 28 ГГц. Це тестування дало змогу випробувати обладнання та показати можливості 5G для українців.

### Меморандум з Міністерством цифрової трансформації України
У лютому 2020 року компанія підписала Меморандум про співпрацю з Міністерством цифрової трансформації України для розвитку інфраструктури інтернету — як фіксованого, так і мобільного, включно розширення покриття 4G (LTE-Advanced) і впровадження зв'язку наступного покоління 5G. Ericsson ділитиметься технічною експертизою, а також забезпечить консультаційну та інформаційну підтримку з питань еволюції систем мобільного зв'язку, частотної стратегії і ліцензійної політики.
Станом на 2020 рік в Україні працює близько 200+ співробітників. 2020 року компанія отримала нагороду «Найпривабливіший роботодавець у сфері телекомунікацій» від Randstad Employer Brand Research (Ancor)

### Доступ до технологій
Ericsson реалізує освітні ініціативи для підтримки вишів та покращення підготовки спеціалістів. 2016 року Ericsson із lifecell відкрили навчальну телекомунікаційну лабораторію у НТУУ КПІ, пізніше у 2018 році в Харківському національному університеті радіоелектроніки (ХНУРЕ).